# Witte muggenorchis
De witte muggenorchis (Pseudorchis albida) is een vaste plant, die behoort tot de orchideeënfamilie. De soort staat op de Nederlandse Rode lijst van planten als in Nederland niet meer aanwezig. De witte muggenorchis is voor het laatst in Zuid-Limburg in 1908 waargenomen. De plant komt van nature in Noord-Europa voor. In Nederland is de plant vanaf 1 januari 2017 niet meer wettelijk beschermd.
De plant wordt 10-30 cm hoog. De bladeren zijn langwerpig tot omgekeerd eirond-lancetvormig, 3-8 cm lang en 1-2 cm breed. De bovenste bladeren aan de stengel zijn kleiner en schutbladachtig.
De plant bloeit van juni tot augustus met zwak geurende, geel- tot groenachtig witte bloemen. De bloeiwijze is een cilindrische aar, die dicht met bloemen bezet is. De bloemen zijn 4-5 mm groot. De gekromde 2-3 mm grote sporen bevatten nectar.
De vrucht is een doosvrucht. Het zaad is zeer fijn (stofzaad). Het fijne zaad bevat geen reservevoedsel en kiemt alleen als een wortelschimmel (mycorrhiza) het zaad binnen dringt.
De witte muggenorchis groeide vroeger in Nederland op schraal grasland en komt elders voor in grasachtige heide en op beschutte vruchtbare hellingen.

## Namen in andere talen
- Duits: Weißzüngel
- Engels: Small White Orchid, White Mountain Orchid
- Frans: Orchis blancs, Orchis miel